# Arne Lellki
Nils Arne Lellki, född 6 december 1920 i Kiaby, Kristianstads län, död 16 maj 1996, var en svensk diplomat.

## Biografi
Lellki var son till bruksarbetaren Olof Lellki och Maria Jonsson. Han tjänstgjorde som konsul i Lübeck 1942, Gdańsk 1945, vicekonsul i Szczecin 1948 och tjänsteförrättande konsul i Gdańsk 1950. Lellki tjänstgjorde därefter vid Utrikesdepartementet (UD) 1954, i Rom 1957, New York 1961, vid UD 1964, som förste ambassadsekreterare i Belgrad 1967, Tel Aviv 1970, kansliråd vid UD 1974, sändebud i Dhaka 1977 och Jakarta 1981-1986.
Han var sakkunnig vid FN:s generalförsamling 1972-1976 och 1983. Lellki gifte sig 1949 med Ulla Gärdenfors (född 1924), dotter till sågverksägaren S V Håkansson och Helga Nilsson. Lellki avled den 16 maj 1996 och gravsattes den 14 juni 1996 på Östra begravningsplatsen i Kristianstad.